# The Motel Life
The Motel Life è un film del 2012 diretto dai fratelli Alan e Gabe Polsky, con protagonisti Emile Hirsch e Stephen Dorff.
Il film si basa sull'omonimo romanzo del cantante country Willy Vautin, leader della band Richmond Fontaine, pubblicato in Italia con il titolo Motel Life. È stato presentato in concorso al Festival Internazionale del Film di Roma 2012, dove ha vinto il Premio del Pubblico e il premio per la miglior sceneggiatura.

## Trama
Frank e Jerry Lee sono due fratelli che hanno avuto poca fortuna nella vita, la madre è morta che erano poco più che adolescenti mentre il padre è stato assente nelle loro vite, vivono dividendosi fra vari lavoretti sognando di andarsene dalla triste e sporca periferia di Reno. Aiutandosi e sostenendosi l'un l'altro, i due fratelli esprimono il loro disagio e la loro sofferenza attraverso le arti, Frank scrive racconti mentre Jerry Lee disegna. Una sera Jerry Lee si mette ubriaco al volante e investe accidentalmente un ciclista. Nonostante non sia colpa sua, Jerry Lee sa che verrà incolpato dalla polizia, preso dalla paura e dai sensi di colpa decide di fuggire, coinvolgendo il fratello.

## Produzione
Il film è stato girato interamente in Nevada nel febbraio 2011.

## Distribuzione
Il film stato presentato in anteprima e in concorso al Festival di Roma il 16 novembre 2012.

## Riconoscimenti
- Festival Internazionale del Film di Roma 2012:
  - Premio del Pubblico
  - Premio per la migliore sceneggiatura a Micah Fitzerman-Blue e Noah Harpster
  - Premio A.M.C. miglior montaggio a Hughes Winborne e Fabienne Rawley
  - Mouse d'oro 2012